# Frederick Irwin
Frederick Chidley Irwin, KH, (Drogheda, 22 maart 1794 – Cheltenham, 31 maart 1860) was waarnemend gouverneur van West-Australië van 12 februari 1847 tot 11 augustus 1848.

## Vroege leven
Frederick Irwin is geboren in 1794 in Drogheda in de County Louth op Ierland. Sommige bronnen geven 1788 als geboortejaar. Zijn vader was dominee James Irwin. Frederick Irwin was een neef van James Stirling. Hij begon zijn militaire carrière in 1808 en nam tussen 1809 en 1814 deel aan 9 verschillende veldslagen in de Spaanse Onafhankelijkheidsoorlog. De veldslagen in Oporto, Talavera, Fuentes de Oñoro, Ciudad Rodrigo, Badajos, Vitoria en de Pyreneeën en de verovering van Madeira en Badajoz leverden hem een 'Peninsular Medal' met 9 gespen op.
In 1816 en 1817 werd Irwin op Kaap de Goede Hoop gestationeerd en vervolgens tot 1923 in Ceylon. Irwin werd tot kapitein gepromoveerd en diende een tijd als rekruteringsofficier in Schotland waar hij Alexander Collie in Aberdeen ontmoette. In 1828 werd Irwin aan het hoofd gesteld van een detachement soldaten van het 63e regiment dat aan boord van de HMS Sulphur diende in te schepen om de Swan River-kolonie in het westen van Australië te gaan versterken. De Sulphur arriveerde in de Cockburn Sound op 8 juni 1829. Irwin en zijn detachement soldaten ontscheepten op 16 juni 1829 en losten kapitein Charles Fremantle en zijn manschappen, die de legerpost van Fremantle hadden opgericht, af.

## West-Australië
Irwin was de op James Stirling na hoogste in rang in de kolonie aan de rivier de Swan. In januari 1831 werd het Hogerhuis (En: Legislative Council) opgericht. Irwin was het oudste Hogerhuislid en tevens ondervoorzitter. Van september 1832 tot september 1833 was Irwin luitenant-gouverneur van de kolonie doordat Stirling naar Engeland reisde. Dat jaar waren er veel problemen met de plaatselijke Nyungah Aborigines. Irwin zette Yagan gevangen op Carnac Island. Yagan ontsnapte en bleef voor moeilijkheden zorgen. Nadat hij de gebroeders Velvick doodde werd een prijs op zijn hoofd en dat van zijn vader Midgegaroo gezet. Midgegaroo werd gevangen genomen en door Irwin tot de dood veroordeeld.
Na Stirlings terugkeer reisde Irwin naar Engeland. Hij publiceerde er The State and Position of Western Australia, een van de eerste werken over de West-Australische kolonie. In juli 1834 huwde hij Mary Russel. Russel stierf niet lang daarna. In december 1836 hertrouwde Irwin met Elizabeth Courthope wiens broer auditeur-generaal in West-Australië was. Irwin werd dat jaar ook gepromoveerd tot majoor en in 1837 reisde hij met zijn vrouw naar Perth. Elizabeth beviel onderweg van hun eerste zoon, Frederick. Ze kregen samen 7 zonen en 5 dochters. Irwin werd bevelhebber van het leger in de kolonie. In november 1846 werd hij tot luitenant-kolonel gepromoveerd.
Irwin en zijn vrouw Elizabeth waren diepgelovig. Irwin organiseerde en leidde thuis misvieringen. Toen hij in 1834-36 in Engeland was lobbyde hij bij de missionarisverenigingen van de Kerk van Engeland om de Aborigines te bekeren. Hij probeerde een matigingsbeweging op te starten in Perth en moedigde gebedsbijeenkomsten onder zijn soldaten aan. Irwin doneerde grond voor de Upper Swan Church. Zijn vrouw richtte, samen met dominee John Burdett Wittenoom, een zondagsschool in Perth op. In 1847 verloren ze een zoontje. Om het monopolie van het katholieke onderwijs te breken richtte Irwin als waarnemend gouverneur de General Board of Education op die aan de basis van het staatsonderwijs lag.
Na de dood van zijn vriend, gouverneur Andrew Clarke, was Irwin waarnemend gouverneur van West-Australië van 12 februari 1847 tot 11 augustus 1848. Irwin was niet geliefd. Dit kwam onder meer door de slechte verstandhouding tussen Irwin en dr. Sholl, de redacteur van de Inquirer. Vermoedelijk doordat Sholl niet tot hoofdgeneesheer van de kolonie was benoemd. Irwin wilde, om het onderhoud van de wegen te financieren, een taks op sandelhout in het leven roepen. Als compromis besloot hij een licentievergoeding te eisen om sandelhout te mogen snijden. Daar waren de sandelhoutsnijders ontevreden over. Om het tekort aan arbeidskrachten op te lossen probeerde Irwin 300 Chinezen uit Singapore te laten overkomen. Dat viel ook niet in goede aarde. Irwin verving de General Roads Trust door de Central Board of Works.
Na zijn opruststelling keerde Irwin met zijn vrouw in maart 1854 aan boord van de Aerolite terug naar Engeland. De kinderen waren in 1852 reeds voorgegaan om er onderwijs te volgen. Tijdens de terugreis beviel Elizabeth nog van een dochter.

## Nalatenschap
Irwin was een van de eersten die een straat in de kolonie naar zich vernoemd kreeg. Hij stierf op 31 maart 1860 in Cheltenham in Engeland.
De rivier Irwin werd door George Grey naar hem vernoemd in 1839.
De Irwin Barracks, de militaire basis van de 13e Brigade in Karrakatta in Perth, zijn naar hem vernoemd in 1948.
In 1991 werd de Frederick Irwin Anglican School gesticht en naar hem vernoemd.